# سیمون گبگنون
سیمون گبگنون (انگلیسی: Simon Gbegnon؛ زادهٔ ۲۷ اکتبر ۱۹۹۲) بازیکن فوتبال اهل فرانسه است.
وی همچنین در تیم ملی فوتبال توگو بازی کرده‌است.